# Harsányi István (prépost)
Harsányi István (Harsány, 1747. február 2. – Csorna, 1803. augusztus 3.) csornai prépost.

## Élete
Tizenhat éves korában a jezsuita rendbe lépett; 1773-ban első éves teológus volt, mikor a rend feloszlattatott, mire a premontrei rendbe lépett a morvaországi Zabrdovicban. 1777-ben szentelték pappá Innsbruckban, ezután káplán volt Jánoshidán. Midőn II. József császár 1785-ben ezen rendet is eltörölte, ugyanitt plébános lett. 1789-től a szolnoki kerület esperese, 1790-től kecskeméti plébános, 1795-től főesperes, 1798-tól Pest vármegye táblabírája. 1799-ben aiskai címzetes prépost, majd a rend visszaállítása után 1802-ben csornai préposttá választották. 

## Munkái
- Urnapi predikáczió, melyet Kecskemét városában mondott. Pest és Pozsony, 1792
- Halotti beszéd, melyet b. Splényi Ferencz váczi püspök fölött mondott. Vácz, 1796
- Porta triumphalis honori, ac venerationi inclytae familiae comitum a Battyán de Német-Ujvár a. 1803 utpote saeculari a reducta 1703 praepositura B. M. V. de Türje canon. ord. Praemonst. per comitem Adamum a Battyán bonisque aucta in grati animi, ac venerationis testimonium, hely n. (költemény magyar fordításával együtt)